# دلووها برتنیتسه
دلووها برتنیتسه (به چکی: Dlouhá Brtnice) یک منطقهٔ مسکونی در جمهوری چک است که در ناحیه ییهلاوا واقع شده‌است. دلووها برتنیتسه ۱۱٫۴۳ کیلومتر مربع مساحت و ۳۸۴ نفر جمعیت دارد و ۶۱۰ متر بالاتر از سطح دریا واقع شده‌است.